# ثيتل أغر
الثَّيْتَل الأَغَرّ أو الحُذْلُوم الأغَرّ (Damaliscus pygargus phillipsi) (بالإنجليزية: Blesbok)‏ هو نوع فرعي من ظباء الظبي المؤزر المتوطنة في جنوب إفريقيا وإسواتيني وناميبيا.

## التسمية
لها وجه وجبهة بيضاء مميزة ألهمت الاسم، تتألف التسمية الإنجليزية من كلمتين: «bles» وهي كلمة أفريكانية تعني «الغُرّة» (وهو بياض على وجه الفرس)، و كلمة «bok» التي تعني «الظبي» أو «الماعز».